# Snijselderij
Snijselderij, blad-, struik- of bosselderij (Apium graveolens var. secalinum) is een van de hoofdvariëteiten van selderij, naast knolselderij (Apium graveolens var. rapaceum) en bleekselderij (Apium graveolens var. dulce). Van de snijselderij worden de blaadjes en de bladstelen geconsumeerd.
Het is een tuinkruid dat lijkt op peterselie, maar dan met een veel sterkere smaak. Snijselderij is ook een veel agressievere plant, die hoogten kan bereiken van meer dan een meter.

## Biotoop
Snijselderij komt in Nederland ook in het wild voor en staat op de Nederlandse Rode Lijst van planten als vrij zeldzaam en matig afgenomen.

## Teelt
Snijselderij wordt zowel onder glas als in de volle grond geteeld. Voor de teelt onder glas wordt in september gezaaid met oogst in december tot maart.

In de volle grond wordt van half april tot eind april gezaaid. Bij deze laatste teelt kan tot drie keer worden geoogst: de eerste keer in juli, daarna in augustus en september.

## Rassen
- 'Amsterdamse Fijne Donkergroene' wordt zowel onder glas als in de volle grond geteeld. Het fijne blad is donkergroen en zeer aromatisch. Ook de bladstelen zijn zeer fijn.
- 'Gewone Snij' wordt alleen in de volle grond geteeld. Het blad is groot en de bladsteel grof.
- 'Zwolse krul' wordt zowel onder glas als in de volle grond geteeld. Het zeer aromatische blad is zeer fijn en diep ingesneden.

## Inhoudsstoffen
De voedingswaarde van 100 gram verse snijselderij is:
| Energetische waarde | 54 kJ    |
| Koolhydraten        | 2 gram   |
| Eiwit               | 1 gram   |
| Vet                 | 0,1 gram |
| Vitamine C          | 60 mg    |
| Caroteen            | 1,3 mg   |
| Vitamine B1         | 0,06 mg  |
| Vitamine B2         | 0,1 mg   |
| Calcium             | 80 mg    |
| IJzer               | 0,1 mg   |

## Werking
Het is een goed urine-afdrijvend middel en werkt aldus gunstig op nier- en blaasziekten, jicht en reuma. De bladeren en stelen stimuleren de voedselvertering.
... · 
A. graveolens (Selderij) · 
A. graveolens var. dulce (Bleekselderij) · 
A. graveolens var. rapaceum (Knolselderij) · 
A. graveolens var. secalinum (Snijselderij) · 
A. inundatum (Ondergedoken moerasscherm) · 
A. nodiflorum (Groot moerasscherm) · 
A. repens (Kruipend moerasscherm) · 
...